# Habib Mohamed
Habib M. Mohamed (* 10. Dezember 1983 in Tamale) ist ein ehemaliger ghanaischer Fußballspieler.
Mohamed war ein junger Abwehrspieler, der bereits mit knapp 20 Jahren auf sich aufmerksam machte. 2006 hatte er seinen großen Durchbruch. Bis 2006 spielte der Abwehrspieler auf der rechten Abwehrseite beim ghanaischen Spitzenclub King Faisal Babes aus Kumasi unter anderem auch im afrikanischen Konföderationenpokal, wo er im Halbfinale bester Spieler der Partie war, obwohl er mit seinem Team ausschied.
Ohne zuvor in den Jugendauswahlen oder der WM-Qualifikation zum Einsatz gekommen zu sein, wurde Habib Mohamed in das WM-Aufgebot Ghanas für die Fußball-Weltmeisterschaft 2006 in Deutschland aufgenommen, wo er sogar zweimal über 90 Minuten für die  ghanaische Nationalmannschaft im Einsatz war, bevor er verletzungsbedingt ausfiel.
Ab 2006 versuchte er auch ins Ausland zu wechseln und nachdem Wechsel nach Israel und Deutschland nicht zustande kamen, bekam er schließlich beim norwegischen Erstligisten Molde FK einen Dreijahresvertrag. Dort wurde er jedoch nur in der zweiten Mannschaft eingesetzt.
Zur Saison 2007/08 wechselte er in die Türkei zu MKE Ankaragücü. Nach nur einem Monat kehrte er in sein Heimatland zurück. Mitte 2010 wechselte er zum Smouha SC nach Ägypten, sein Vertrag wurde bereits nach einem halben Jahr aufgelöst. Im Jahr 2014 beendete er seine Karriere.

## Titel / Erfolge
- Bester Verteidiger der Saison 2004 in Ghana